# Симон, Жан Анри
Не следует путать его с композитором Жаном Анри Симоном
Жан Анри Симон (фр. Jean Henri Simon; 1752—1834) — бельгийский офицер, гравёр и педагог.

## Биография
Жан Анри Симон родился 28 октября 1752 года в городе Брюсселе в еврейской семье. В пятнадцатилетнем возрасте он был назначен гравёром при дворе Карла Александра Лотарингского, a в 1775 году Симон переехал во французскую столицу, где стал гравером герцога Орлеанского Филиппа Эгалите.

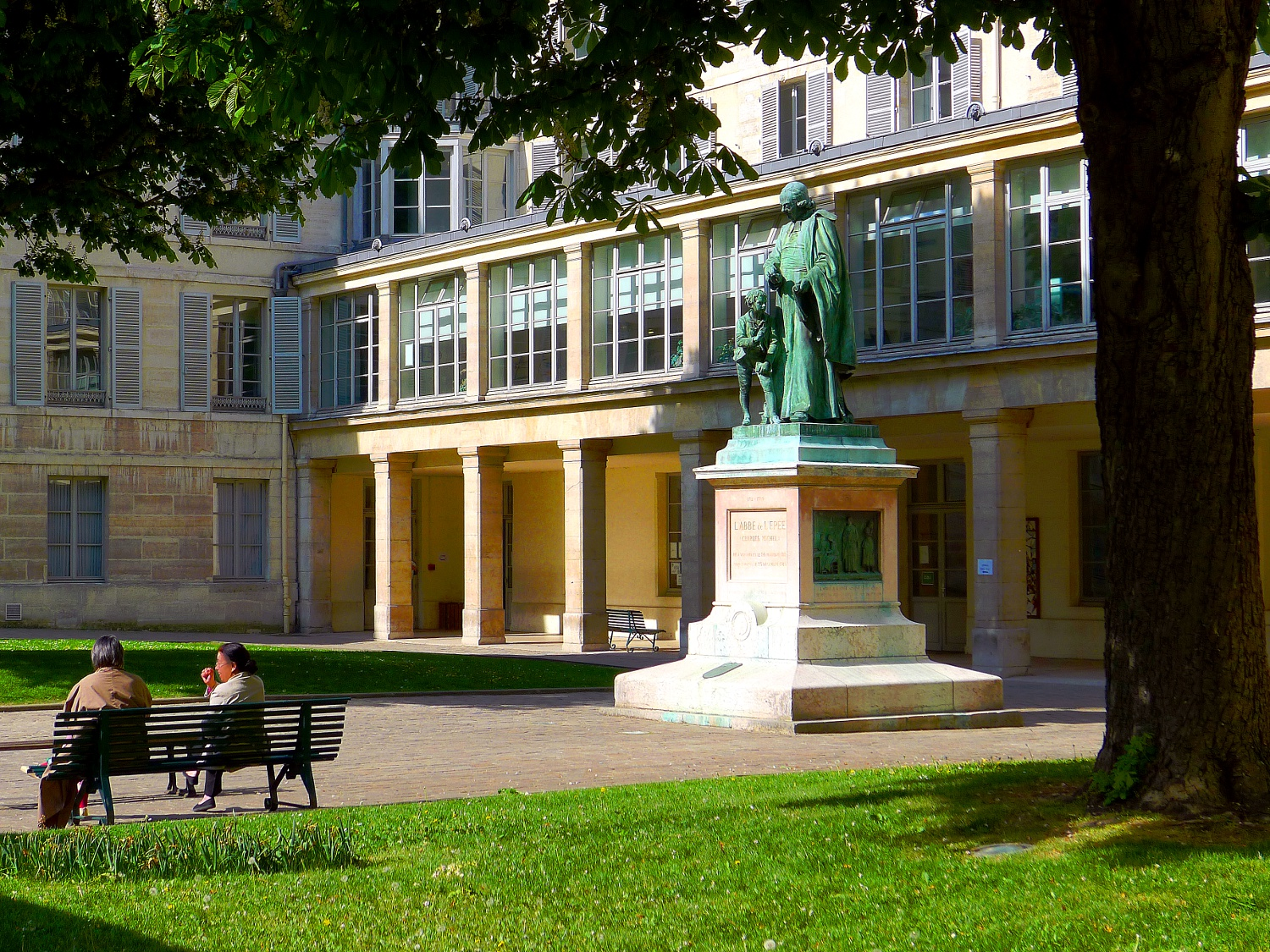
Institut National de Jeunes Sourds de Paris

В 1792 году он вступил во французскую армию, отправленную чтобы остановить наступление австрийско-прусской армии в ходе французских революционных войн. За отличие на поле брани, генерал Шарль Франсуа Дюмурье произвел его в полковники; в битве при Андерлехте Симон был серьезно ранен и в 1793 году вернулся в Париж для восстановления пошатнувшегося здоровья.
Когда генерал Дюмурье вынужден был бежать в Австрию, что было воспринято некоторыми как государственная измена, комитет безопасности решил арестовать Ж. А. Симона, подозревая его в «сочувствии Дюмурье». Однако парижская секция Butte des Moulins вступилась за Симона как за «гражданина, отличающегося выдающимися добродетелями», и это спасло Симона от эшафота.
В ходе Термидорианского переворота Жан Анри Симон снова был арестован, на этот раз по обвинению в «терроризме», но вскоре был освобожден.
Во время Империи Симон был преподавателем граверного искусства в Парижском институте для глухонемых (см. Institut National de Jeunes Sourds de Paris), a затем получил приглашение в императорский дворец. В 1813 году Симон служил в армии в чине полковника.
В 1816 году Жан Анри Симон вернулся в родной город, где и прожил до самой смерти; он умер 12 марта 1834 года. Его сын, которого Симон обучал наряду с другими учениками, также стал художником.
Его перу его принадлежит сочинение «L’Armoriai général de l’Empire».